# 昂格尔图淖日
昂格尔图淖日，曾名岸盖努依托湖，是位于中国内蒙古自治区呼伦贝尔市陈巴尔虎旗完工镇的一个湖泊。其位置约在东经118°30′，北纬49°08′。湖面海拔613米，面积达1.6平方公里。该湖的主要沉积物为石盐和芒硝。昂格尔图淖日在蒙古语中的意思是黄鸭多的湖。